# Jasper, Tennessee
Jasper är administrativ huvudort i Marion County i Tennessee. Orten har fått sitt namn efter militären William Jasper. Vid 2020 års folkräkning hade Jasper 3 612 invånare.